# Kaotiko
Kaotiko és un grup de rock originari del País Basc. El grup es va formar a finals de l'any 2000 a Agurain. Tres dels seus integrants (Aguayo, Fonta i Aguayiko) procedien del grup Kaos Etiliko. Al setembre de 2001 treuen el seu primer disc, Mundo Kaotiko. A l'abril de 2003 es publicaria el seu segon treball Raska y pierde. Amb aquests dos discos d'estudi, el 17 d'abril de 2004 decideixen gravar un DVD en directe a la sala Azkena de Vitòria, publicat el 14 de març del 2005
Amb un nou segell, Universal, surt a la llum Destino escrito. En aquest disc, col·laboren El Drogas (Barricada) en les cançons "Abuso" i "Correré"; i La Miki, cantant de la banda No Relax, fa de segona veu a “Record". L'àlbum es va gravar en els estudis Katarain, d'Azkarate, entre desembre de 2005 i gener del 2006.
El 21 de febrer de 2008, Kaotiko edita el seu cinquè treball, Adrenalina, amb la discogràfica Oihuka. Aquest disc compta amb la col·laboració d'Evaristo (La Polla, Gatillazo) i de Banda Bassotti amb la qual graven el tema " Luna rosa ".
En 2010, llancen el seu nou disc Reacciona!!!, amb la discogràfica Baga-Biga. Aquest disc compta amb 13 cançons.
En 2013, treuen un nou disc E.H. Calling!!!, novament amb la discografia Baga-Biga. Aquest treball també compta amb 13 cançons.

## Components
- Jony: vocal
- Aguayiko: guitarra i cors
- Aguayo: guitarra
- Mortx: baix i cors
- Xabi: bateria i cors

## Discografia
Mundo KaotikoPublicat en 2001 amb la discogràfica Oihuka.
Raska y pierdePublicat el 2003 amb la discogràfica Oihuka.
Directo Publicat en 2005 amb la discogràfica GOR Discos i en format CD/DVD.
Destino escritoPublicat en 2006 amb la discogràfica Universal Music.
Adrenalina Publicat en 2008 amb la discogràfica Oihuka.
Reacciona!!! Publicat en 2010 amb la discogràfica Baga-Biga.
E.H. Calling!!!Publicat en 2013 amb la discogràfica Baga-Biga.
Sindicato del crimenPublicat el 26 de febrer de 2016 amb la discogràfica Maleït Records, en format digipack.